# أيوب (إسطنبول)
أيوب  هي إحدى بلديات مدينة إسطنبول. تقع في الشطر الأوربي من المدينة. تأسست عام 1936 مع جزء من مناطق الفاتح وبيوغلو وساريير، تبلغ مساحتها 242 كيلومترًا مربعًا. يبلغ عدد سكان منطقة أيوب، التي تضم 21 حيًا و 7 قرى، 383909 نسمة وفقًا لبيانات ADNKS [التركية] لعام 2018. تتمتع المنطقة بخط ساحلي قصير في الجزء الداخلي من القرن الذهبي، وخط ساحلي طويل بين قريتي أكبينار وجفتالان في البحر الأسود. عندما تأسَّست، وصلت منطقة أيوب (التي تضمنت منطقة سلطان غازي الحالية بالكامل باستثناء أحياء اسكي هاببلر وغازي عثمان باشا وبيرم باشا) إلى حدودها الحالية من خلال منح حي يايلا إلى سلطان غازي في عام 2009. تقع منطقة أيوب بجوار سارير في الشرق، وكاجيثاني وباي اوغلو في الجنوب الشرقي، وغازي عثمان باشا وبيرم باشا في الجنوب الغربي، وزيتين برنو وفاتح في الجنوب، وارناوط كوي وسلطان غازي في الغرب، وباشاكشهير في الجنوب الغربي.

## الاسم
أخذت المنطقة اسمها من أبو أيوب الأنصاري الذي له مقبرة داخل حدوده. تضم منطقة أيوب، التي تعد أول مركز استيطاني أنشأه الأتراك خارج أسوار المدينة بعد فتح اسطنبول، العديد من القطع الأثرية التاريخية من العصر العثماني، وخاصة مسجد السلطان أيوب.و بُني أيضا «حمام مسجد أيوب سلطان الكبير» بعد غزو اسطنبول مباشرة وأعاد بناؤه لاحقًا المعمار سنان بشكله الحالي، وهو في مرحلة الترميم ومن المقرر أن يكون «متحف الحضارة المائية» .كما هناك قبور للفنانين والعلماء. على عكس ما هو معروف، بالإضافة إلى سبعة رفقاء مدفونين في المنطقة. وتعتبر منطقة دوغيايلاشي، التي تسمى حاليًا سيد علي كوي، واحدة من المناطق السكنية المهمة. وفي 19 تشرين الأول (أكتوبر) 2017، قررت الجمعية الوطنية الكبرى لتركيا أن يكون اسمها أيوب سلطان.

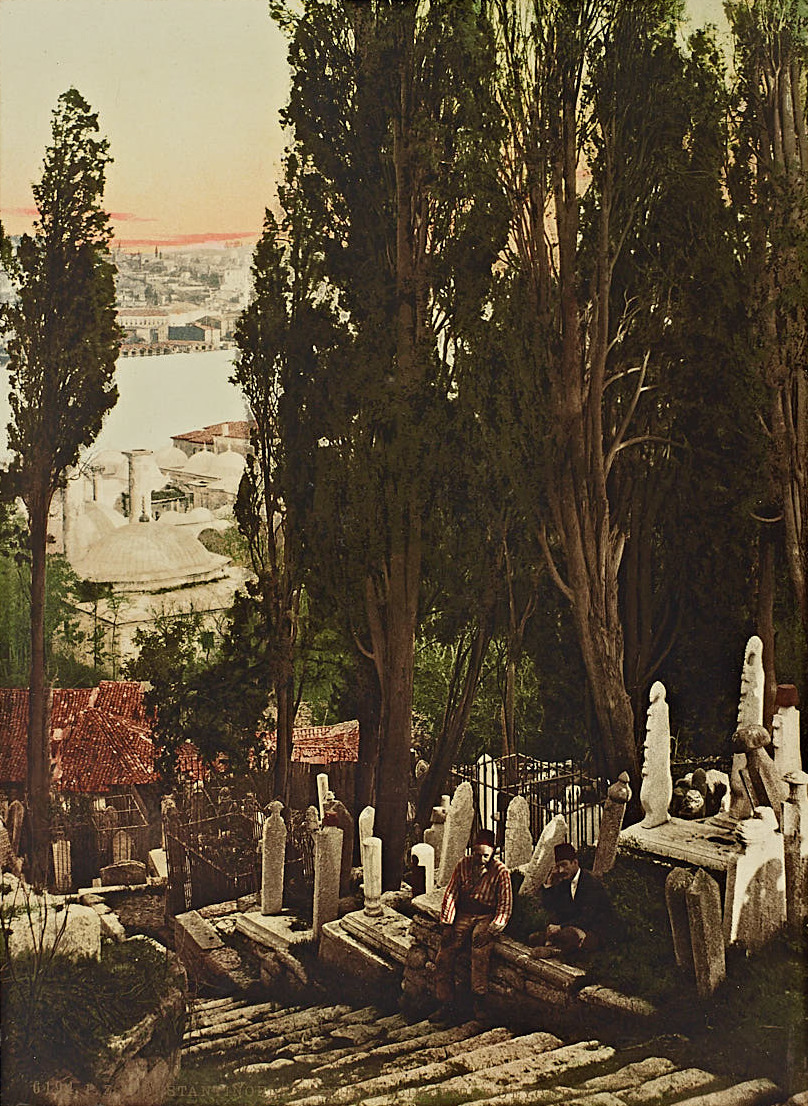
مقبرة أبي أيوب الأنصاري 1899

## التاريخ
على الرغم من أن المنطقة التي تغطيها منطقة أيوب كانت خارج أسوار إسطنبول، إلا أنه كانت توجد دائمًا قرية هنا. لأن النهرين وفرا كميات كبيرة من المياه النظيفة. وأثناء العصر البيزنطي، كان هناك كنيسة في القرية. وبعد ذلك، عندما بقي دير (بني في أعالي التلال خلف مسجد أيوب سلطان الحالي) خارج أسوار المدينة، بدأ استخدام هذه المنطقة كمدفن. كانت هناك كنائس ومقابر هنا، بصرف النظر عن قبر أيوب سلطان، الذي أطلق على اسمه وشهرته، يوجد في أيوب سلطان أيضًا العديد من مقابر الأشخاص المهمين. وبسبب الرغبة في الدفن هنا، شُكِّلَت العديد من مقابر المسلمين في المنطقة المجاورة.

### منطقة أيوب خلال التطور الصناعي
في القرنين السابع عشر والثامن عشر، كانت إسطنبول تنمو بشكل غير مخطط لها لتصبح عاصمة الإمبراطورية العثمانية. بسبب الحروب، جاء الجالية التركية في البلقان والقوقازيين إلى المدينة. خلال هذه الفترة، فقدت منطقة أيوب جوها الغامض واندمجت مع المدينة. لأن المصانع كانت تُبنى على طول القرن الذهبي. أول هؤلاء كان فيشان: المصنع الذي كان ينتج الطربوش للجيش العثماني. لذا لا شك في أن الاختيار السريع للاستيطان من قبل المهاجرين وعمال المصانع قد أدى إلى بعض النتائج السلبية.

### منطقة أيوب اليوم
أُغْلِقَت مؤخراً العديد من المصانع أو أزيلت من هناك، لذا لم تعد القرن الذهبي رائحته بعد الآن. وقد أصبح من الممكن الآن الجلوس بجانب الماء. لذلك، فإن صفات أيوب سلطان تتغير بشكل إيجابي مرة أخرى. وتلاحظ عمليات التغيير في المنطقة في كل مجال. فشوارعها باتت مليئة بالمقاهي، لذا حاليا يقضي الناس وقتهم في منطقة أيوب في شرب القهوة أو الشاي أو ممارسة الألعاب.

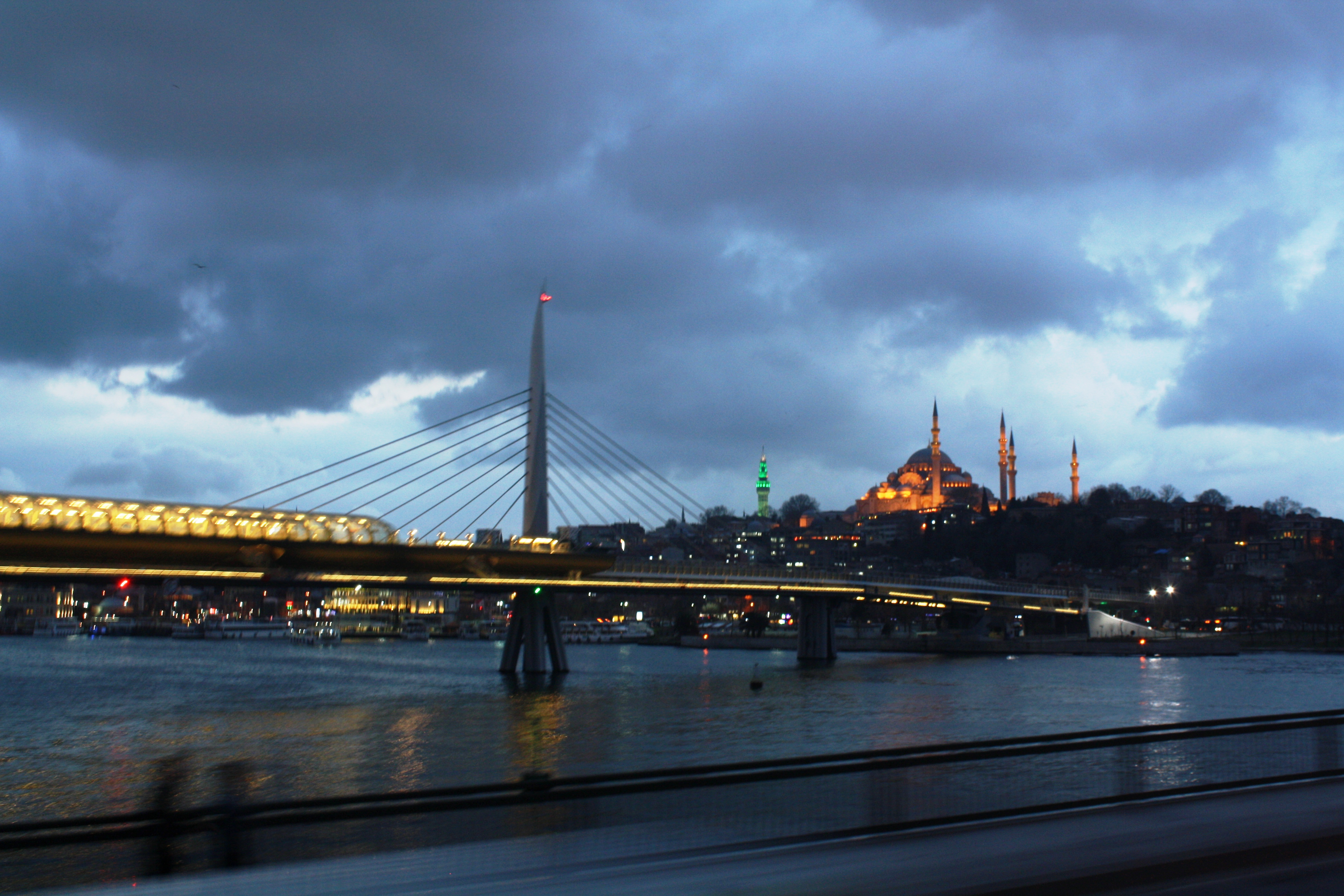
الطريق الجانبي نحو منطقة أيوب مساءا

بالرغم من نمو عدد السكان مع المباني السكنية الجديدة. لكن الجو لا يزال سلميا. فالمساجد والتاريخ لا يزالان يسيطران على المنطقة، كذلك تشتهر أيضًا بنُزل الدراويش التي كانت تعتبر في السابق منظمات غير حكومية، وهي أماكن مهمة في تلك الفترة.كما يذكر في مصادر مختلفة أنه كانت هناك مطبعة في التكية في الربع الأخير من القرن التاسع عشر.بالإضافة إلى تواجد غابات على التلال فوق المكان الذي تنتهي فيه المقابر. كما توجد هناك قهوة ريفية منتشرة على نطاق واسع سميت على اسم الكاتب الفرنسي بيير لوتي. تتمتع بإطلالة جيدة على القرن الذهبي. يمكن رؤية جميع الطرق المؤدية إلى امين اونو.حيث يأتي الناس من أجزاء كثيرة من العالم لرؤية هذا الجمال. فقد أصبح القرن الذهبي الآن نظيفًا وتنقل القوارب التي تبعث على الحنين الناس إلى الشواطئ المقابلة كما كان من قبل.

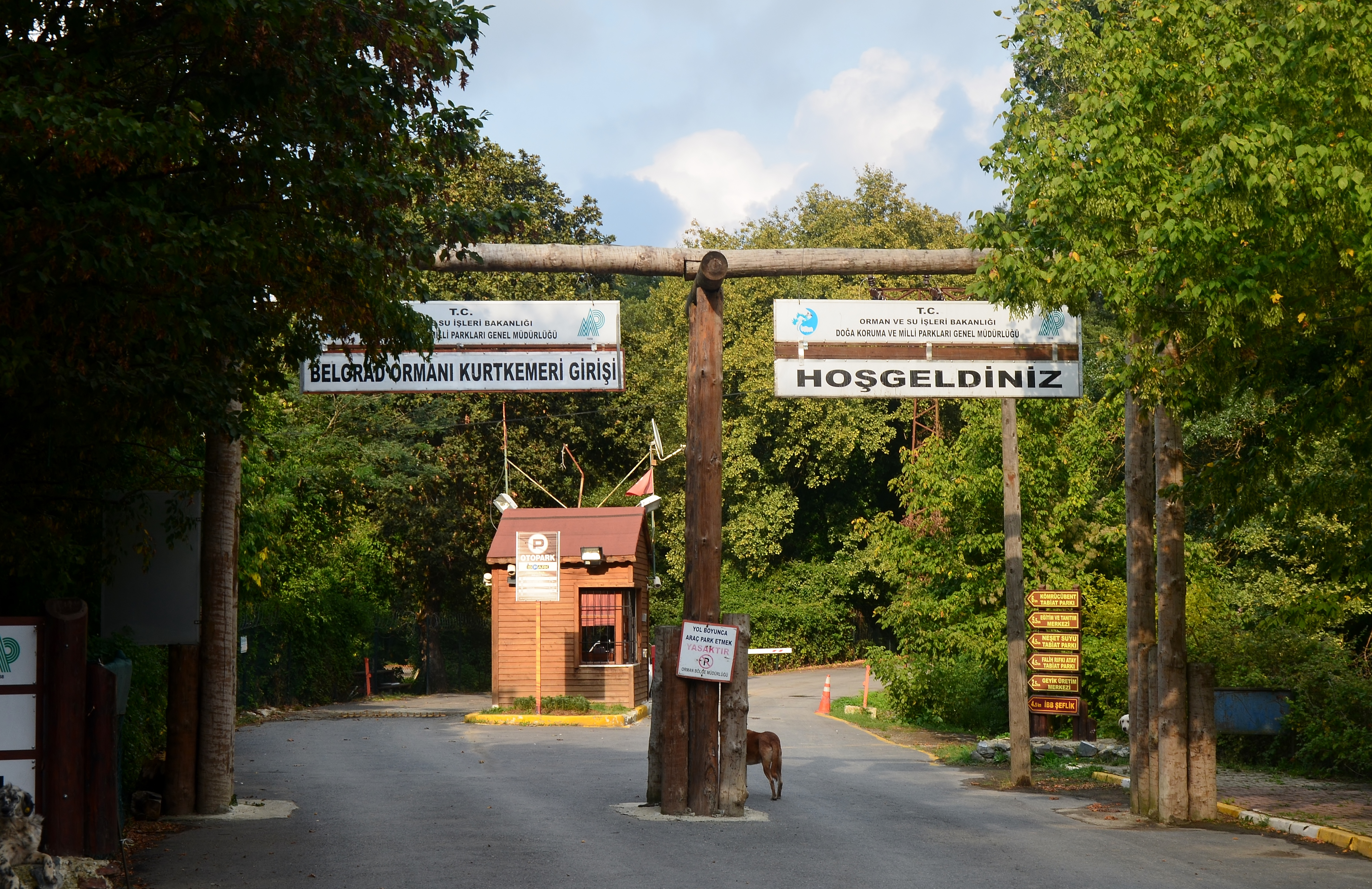
المدخل إلى غابة بلغراد في منطقة أيوب

بدأت بلدية أيوب سلطان العمل بهوية ESTAM (مركز أيوب سلطان التاريخي) من أجل تقديم خدمة أفضل للزوار المحليين والأجانب من خلال تجديد النسيج التاريخي للمنطقة في عام 2016.بالإضافة إلى ذلك، توفر بلدية أيوب سلطان دعم القرطاسية لطلاب المدارس الابتدائية والثانوية كل عام. كما يقدم مساعدات نقدية لطلاب الصف الثاني عشر كدعم للالتحاق بالجامعة.

## الأماكن التاريخية

### مسجد وضريح أبو أيوب الأنصاري
يأتي اسم أيوب من الصحابي الجليل أبي أيوب الأنصاري، الذي كان رفيق محمد صلى الله عليه وسلم وحامل الراية. جاء هنا مع الجيش الأموي في المحاولة الأولى لاحتلال القسطنطينية ومات هناك.وقد كانت أمنيته الأخيرة أن يُدفن قرب المدينة. كان مكان استراحته مكان تقديس في العصر البيزنطي. لكن أثناء الثورة اللاتينية خلال الحملة الصليبية الرابعة، ضاع مكان القبر وامسى في حالة سيئة مع المواقع البيزنطية المقدسة الأخرى. بعدها سبعة قرون، خلال فتح اسطنبول. أعيد اكتشافها من قبل معلم السلطان محمد الفاتح، الشيخ اق شمس الدين. وقد أمر بعدها السلطان ببناء مقبرة أو ضريح على مثوى أبو أيوب الأنصاري ومسجد على شرفه بعد الاستيلاء على المدينة. كان من المقرر بناء أول مسجد كبير في اسطنبول. مع الحمام التقليدي وغرف المدرسة ومجمع المقصف الذي سيحيط بالمسجد. في نفس الوقت، كان من المقرر بناء مثل هذا المبنى في المدينة لأول مرة. اعتب ذلك بناء العديد من المساجد وأماكن الصلاة والنوافير، وحينها أراد العديد من الحكام العثمانيين أن يدفنوا بالقرب من مثوى أبي أيوب الأنصاري. بعدها اخذت المنطقة تنمو وتكسب العديد من المهندسين المعماريين الدينيين. وقد أصبحت مكانًا يتيح للسياح الأتراك والأجانب، الذين يأتون إلى المنطقة للطقس البارد والمناظر الطبيعية الجميلة، الوصول إلى نزل الدراويش. فأثناء فترة صعود الإمبراطورية العثمانية، كانت أيوب سلطان واحدة من ثلاث مستوطنات معروفة خارج أسوار المدينة. أحدهما كان أوسكودار والآخر كان غلطة. ويمكن رؤية بعض سمات هذه الفترة في اللوحات الزيتية للمدينة، والتي تضم معظم أعمال الكونت بريزيوسي عن منطقة أيوب.

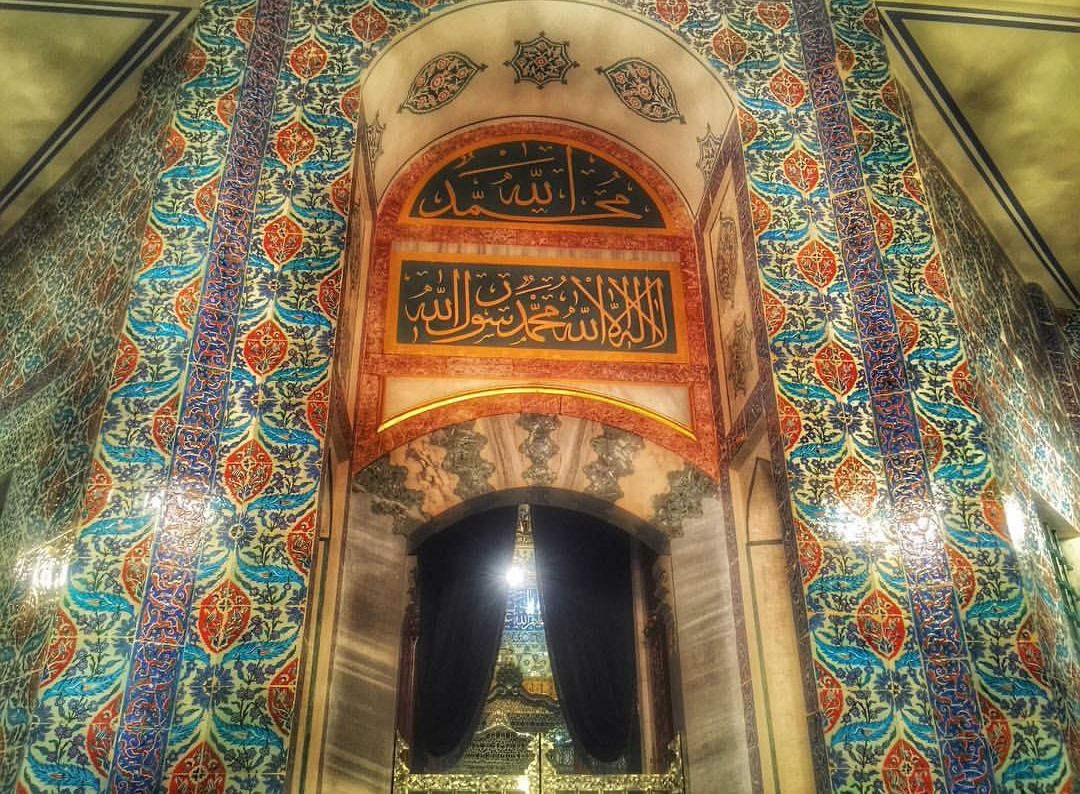
مسجد أيوب سلطان من الداخل

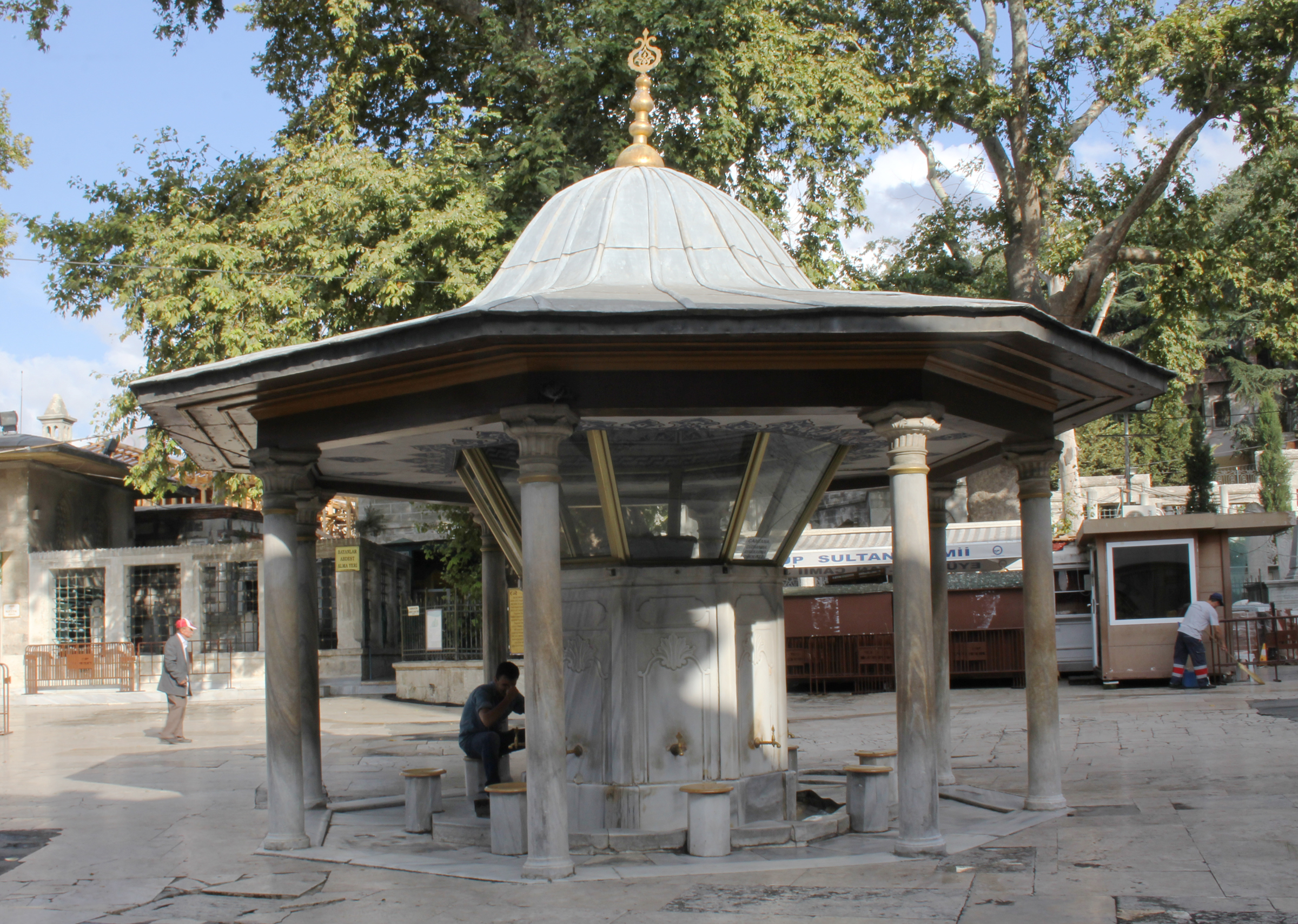
باحة جامع أيوب سلطان من الخارج

### كنيسة سورب أسدواندزادزين الرسولية الأرمنية
اتخذت الكنيسة التي شيدت عام 1812 ككنيسة خشبية شكلها الحالي عام 1855. وقال الجغرافي غوغيوس إنجيسيان عن الكنيسة: «على الرغم من أن هذه الكنيسة الصغيرة في حي غرف تشيشملي قد دمرت جزئيًا قبل عام، إلا أنه جرت التضحية بالجزء المتبقي».

### كنيسة سوربيغيا الرسولية الأرمنية
قال السيد انيجيان في عمله إسطنبول في القرن الثامن عشر: «في الماضي، كانت هناك كنيسة أرمينية تسمى» سورف ايجيا«في مكان يُدعى» سيرفيلر ماهاليسي«، ولكن أُزِيلت في 16 مايو من عام 1182 (1766).وقد أعيد بناء الكنيسة بالكامل في عام 1832. حين غُيِّر اسم منطقة سيرفيلر فيما بعد إلى منطقة يوكاري». 

## أعلام
- سلجوق يونتام
- سيدا سايان
- بوينويرالي محمد باشا
- نجات إشلر
- توركان شوراي

## المصدر
1. ↑  "1940 Genel Nüfus Sayımı: Vilâyetler, Kazalar, Nahiyeler ve Köyler İtibarile Nüfus" (PDF) (بالتركية). Archived from the original (PDF) on 2020-02-18. Retrieved 2020-02-18.
2. ↑  "1945 Genel Nüfus Sayımı" (PDF) (بالتركية). Archived from the original (PDF) on 2020-02-18. Retrieved 2020-02-18.
3. ↑  "1950 Umumî Nüfus Sayımı: Vilâyet, Kaza, Nahiye ve Köyler itibarıyla Nüfus" (PDF) (بالتركية). Archived from the original (PDF) on 2020-02-18. Retrieved 2020-02-18.
4. ↑  "1955 Genel Nüfus Sayımı: Vilâyet, Kaza, Nahiye ve Köyler itibarıyla nüfus" (PDF) (بالتركية). Archived from the original (PDF) on 2019-03-06. Retrieved 2020-02-18.
5. ↑  "1960 Genel Nüfus Sayımı: İl, İlçe, Bucak ve Köyler itibarıyla nüfus" (PDF) (بالتركية). Archived from the original (PDF) on 2020-02-18. Retrieved 2020-02-18.
6. ↑  "1965 genel nüfus sayımı verileri" (بالتركية). Retrieved 2012-11-03. {{استشهاد ويب}}: تحقق من قيمة |archive-url= (help)
7. ↑  "1970 genel nüfus sayımı verileri" (بالتركية). Retrieved 2012-11-03. {{استشهاد ويب}}: تحقق من قيمة |archive-url= (help)
8. ↑  "1975 genel nüfus sayımı verileri" (بالتركية). Retrieved 2012-11-03. {{استشهاد ويب}}: تحقق من قيمة |archive-url= (help)
9. ↑  "1980 genel nüfus sayımı verileri" (بالتركية). Retrieved 2012-11-03. {{استشهاد ويب}}: تحقق من قيمة |archive-url= (help)
10. ↑  "1985 genel nüfus sayımı verileri" (بالتركية). Retrieved 2012-11-03. {{استشهاد ويب}}: تحقق من قيمة |archive-url= (help)
11. ↑  "1990 genel nüfus sayımı verileri" (بالتركية).
12. ↑  "2000 genel nüfus sayımı verileri" (بالتركية).
13. ↑  "2007 genel nüfus sayımı verileri" (بالتركية).
14. ↑  "2008 genel nüfus sayımı verileri" (بالتركية).
15. ↑  "2009 genel nüfus sayımı verileri" (بالتركية).
16. ↑  "2010 genel nüfus sayımı verileri" (بالتركية).
17. ↑  "2011 genel nüfus sayımı verileri" (بالتركية).
18. ↑  "2012 genel nüfus sayımı verileri" (بالتركية).
19. ↑   https://www.haberler.com/yerel/eyup-ve-gostivar-kardes-sehir-oldu-9717254-haberi/. {{استشهاد ويب}}: |url= بحاجة لعنوان (مساعدة) والوسيط |title= غير موجود أو فارغ (من ويكي بيانات) (مساعدة)
20. 1 2 3  Yıldırım, M.Emin. Eyüpsultan Sempozyumu Değerlendirme ve Kapanış Oturumu.[ölü/kırık bağlantı]eyupsultansempozyumu.com. Erişim Tarihi:18.10.2016
21. ↑  "Eyüp ilçesinin adı değişti". tr.sputniknews.com (بالتركية). Archived from the original on 2017-10-21. Retrieved 2021-01-18.
22. ↑  "'Eyüpsultan ismi ilçedeki aidiyet bilincini arttıracak'". مؤرشف من الأصل في 2018-01-29. اطلع عليه بتاريخ 2021-01-18.
23. ↑  Belediyesi, T. C. Eyüpsultan. "T.C. Eyüpsultan Belediyesi Resmi Web Sitesi". T.C. Eyüpsultan Belediyesi Resmi Web Sitesi (بtr-TR). Archived from the original on 2020-11-29. Retrieved 2021-01-19.{{استشهاد ويب}}:  صيانة الاستشهاد: لغة غير مدعومة (link)
24. ↑  "Eyüp Belediyesi'nin Kırtasiye Desteği Yüzleri Güldürüyor". Milliyet (بالتركية). Archived from the original on 2021-01-19. Retrieved 2021-01-19.
25. ↑  "EYÜP BELEDİYESİ'NDEN LİSE SON SINIFLARA BÜYÜK DESTEK". Milliyet (بالتركية). Archived from the original on 2021-01-19. Retrieved 2021-01-19.
26. ↑  Kaymakam نسخة محفوظة 29 سبتمبر 2020 على موقع واي باك مشين.
27. 1 2  Tietze، A.؛ Inciciyan، P. G.؛ Andreasyan، Hrand D. (31 ديسمبر 1957). "XVIII. asirda Istanbul". Oriens. ج. 10 ع. 2: 312. DOI:10.2307/1579661. ISSN:0078-6527. مؤرشف من الأصل في 2021-01-19.